# Polytropický děj
Polytropický děj je termodynamický proces, který více odpovídá reálným dějům, než klasické jednoduché procesy jako např. děj izotermický nebo adiabatický. Lze jej definovat tak, že tepelná kapacita (uzavřené) soustavy je při něm konstantní. Při polytropickém ději se obecně mění všechny stavové veličiny (odtud název).

## Rovnice
Pro polytropický děj v ideálním plynu platí rovnice
{\displaystyle pV^{n}={\mbox{konst}}\,},
kde {\displaystyle p} je tlak plynu, {\displaystyle V} je jeho objem a {\displaystyle n} (bezrozměrný) polytropický koeficient, který může nabývat všech reálných hodnot (včetně {\displaystyle \infty }).
V (pracovním) p-V diagramu je tento děj zobrazen polytropou, která je mocninnou funkcí.

## Příklady
- {\displaystyle n=0} : {\displaystyle p={\mbox{konst}}\,}, izobarický děj,
- {\displaystyle n=1} : {\displaystyle pV={\mbox{konst}}\,}, izotermický děj,
- {\displaystyle \textstyle n=\kappa ={\frac {c_{p}}{c_{V}}}} : {\displaystyle pV^{\kappa }={\mbox{konst}}\,}, adiabatický děj (neboli izoentropický),
- {\displaystyle n=\infty } : {\displaystyle V={\mbox{konst}}\,}, izochorický děj.